# Charles Solau
Charles Albert Solau (Brussel, 12 december 1890 - Ukkel, 22 september 1983) was een Belgisch senator.

## Levensloop
In zijn jonge tijd was Solau secretaris van de Jeunes Gardes Socialistes in Brussel (1913). Hij had een carrière als ambtenaar en toen hij gepensioneerd was, begon hij nog aan een politiek mandaat.
In 1947 werd hij verkozen tot gemeenteraadslid van Ukkel en van 1953 tot 1964 was hij schepen van sociale werken. In 1954 werd hij socialistisch provinciaal senator voor de provincie Brabant en vervulde dit mandaat tot in 1958.